# Tabel-Gruppe

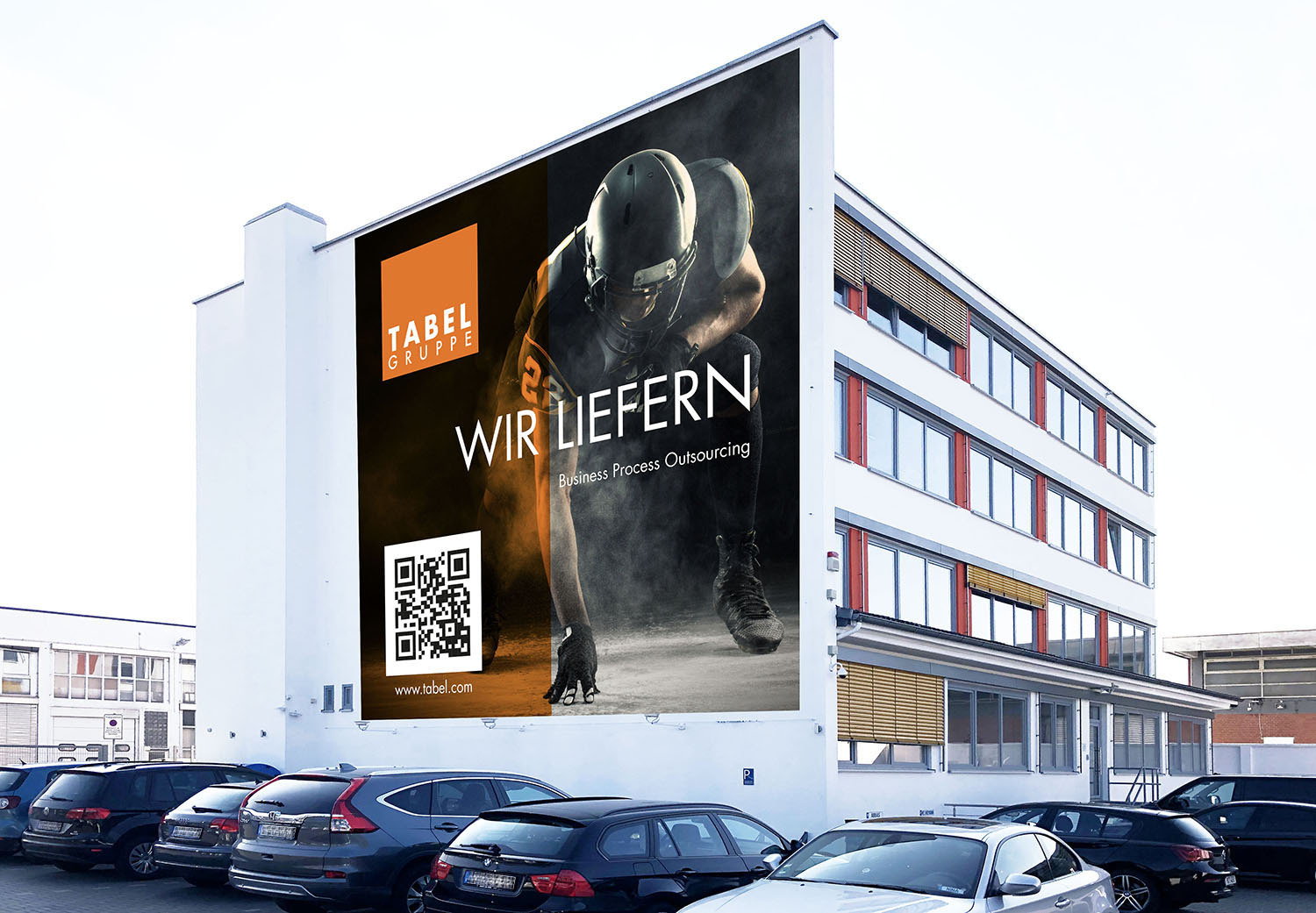
Unternehmenssitz von Managementholding und Tabel GmbH in Laatzen

Die TABEL Gruppe ist ein deutsches Unternehmen mit Sitz in Laatzen bei Hannover. Tätigkeitsfelder sind Business Process Outsourcing (BPO), Industrieservices, Consulting und Personalberatung. Im Bereich BPO ist das Unternehmen bei  mittelständischen und konzerngebundenen Herstellern tätig und zählt sich zu den Marktführern im produktionsnahen Umfeld.

## Unternehmen
Das Unternehmen wurde 1987 von Rüdiger Tabel im Bereich Industriereinigung gegründet. Damit wurde das Unternehmen unter anderem in Betonwerken und in Druckereien, dort als Servicepartner der Heidelberger Druckmaschinen, bekannt. Im Jahr 2000 hat das Unternehmen die Personaldienstleistungen in sein Produktportfolio aufgenommen. 2004 wurde das Geschäftsfeld Prozessdienste eröffnet, das sich mit dem Business Process Outsourcing in Produktion, Montage und Intralogistik beschäftigt. Mit Gründung der tab distribution Bitterfeld GmbH hat TABEL im Juli 2019 sein erstes externes Outsourcing-Projekt mit der Deutschen Post AG gestartet. In der Gruppe sind ca. 3.000 Mitarbeiter an mehreren Projekt-Standorten beschäftigt. Die Tabel GmbH, ebenfalls mit Sitz nahe dem Messegelände Hannover, ist das operative Unternehmen der Managementholding. Die Hauptbranchen des Unternehmens sind Automotive, Druckindustrie, Lebensmittelbranche und Logistik.

## Geschäftsfelder
Die TABEL Gruppe ist in mehrere Geschäftsbereiche unterteilt. Der Bereich Prozessdienste stellt das größte Geschäftsfeld  dar und beinhaltet mehrere Projektgesellschaften an unterschiedlichen Standorten in  Deutschland. Der Bereich Industriedienste beschäftigt sich mit der professionellen Reinigung von Maschinen, Fertigungsanlagen und Produktionshallen sowie mit der präventiven Instandhaltung im Rahmen einer Total Productive Maintenance. Im Geschäftszweig Consulting berät TABEL produzierende Unternehmen bei der Prozessoptimierung im Outsourcing auf Basis von Werkverträgen und begleitet deren rechtskonforme Umsetzung. Weitere Geschäftsfelder sind im Bereich der Personaldienstleistungen angesiedelt.